# Lomemus pilicornis
Lomemus pilicornis là một loài bọ cánh cứng trong họ Elateridae. Loài này được Sharp miêu tả khoa học năm 1877.